# Britta Sabbag

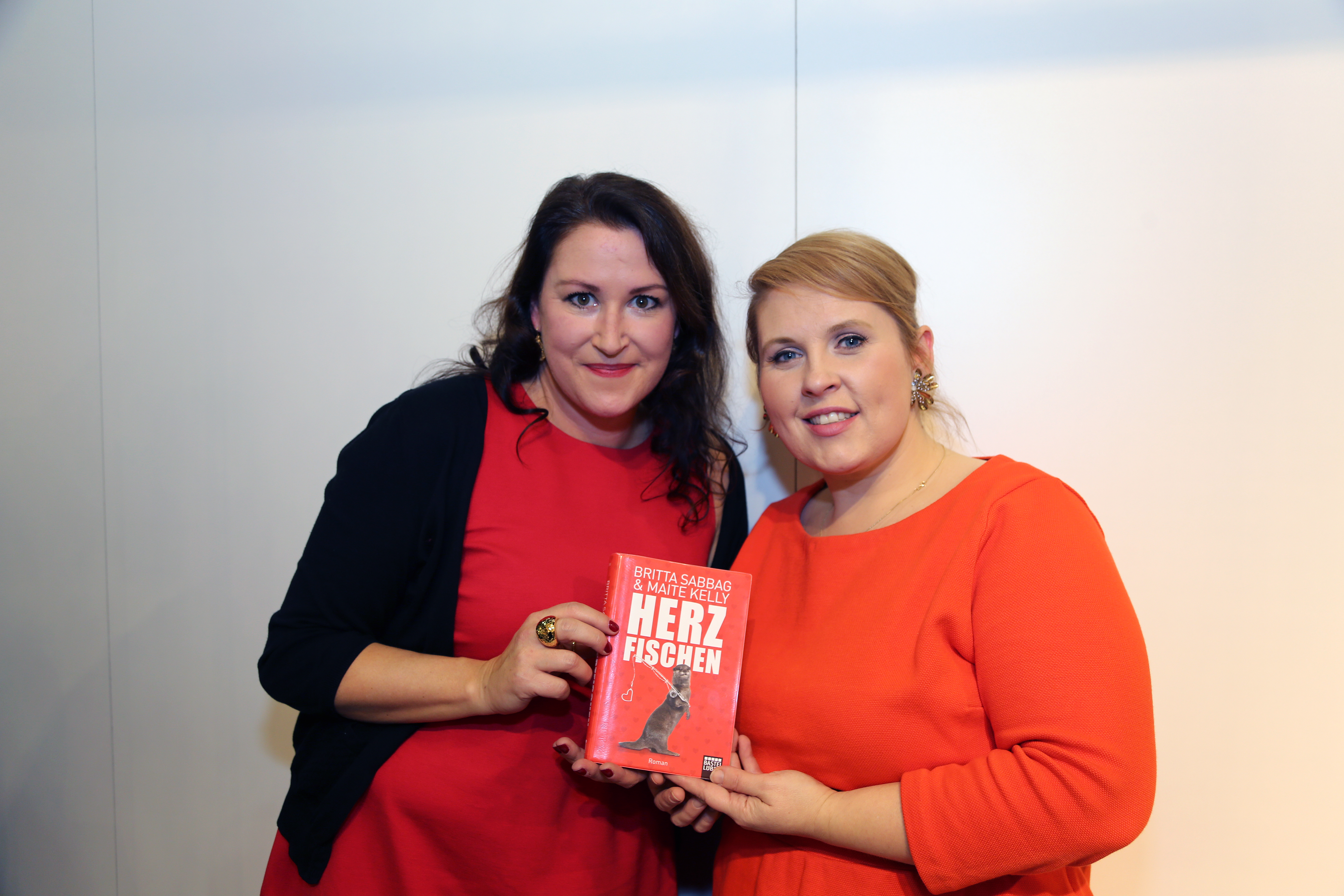
Britta Sabbag und Maite Kelly auf der Frankfurter Buchmesse 2015

Britta Sabbag (* 30. Oktober 1978 in Osnabrück) ist eine deutsche Autorin, die Frauenliteratur, Jugend- und Kinderbücher verfasst.

## Leben
Britta Sabbag wurde 1978 in Osnabrück geboren und studierte Sprachwissenschaften, Psychologie und Pädagogik an der Universität Bonn. Nach dem Abschluss des Studiums arbeitete sie sechs Jahre lang als Personalerin in verschiedenen Firmen. 2009 – „als die Krise zuschlug“ – begann sie zu schreiben.
Ihr erster Roman Pinguinwetter, 2012 im Bastei Lübbe Verlag erschienen, hielt sich mehrere Wochen in den Top 20 der Spiegelbestsellerliste und wurde auch erfolgreich für die Theaterbühne adaptiert. Mit den Folgeromanen Pandablues und Das Leben ist (k)ein Ponyhof setzte sie ihre schriftstellerische Karriere fort. Seit 2014 schreibt sie Jugendbücher, die teilweise autobiografische Züge enthalten (Stolperherz  und Herzriss). Ihr Kinderbuch-Debüt Die kleine Hummel Bommel, das sie zusammen mit Sängerin Maite Kelly herausbrachte, erreichte Platz 1 der Spiegelbestseller-Liste und hielt sich monatelang in den Top 3.
Sie schreibt Filmkonzept(e), arbeitet an Drehbüchern und bietet auch Schreibseminare in eigenen Kursen an.
Sie lebt in Bonn.

## Auszeichnungen
- 2015 LovelyBooks Leserpreis in der Kategorie Kinderbuch für Die kleine Hummel Bommel
- 2018 LovelyBooks Leserpreis in der Kategorie Kinderbuch für Die kleine Hummel Bommel und die Zeit

## Werke
- Pinguinwetter. Bastei Lübbe, Köln 2012, ISBN 978-3-404-16652-7.
- Pandablues. Bastei Lübbe, Köln 2013, ISBN 978-3-404-16805-7.
- Stolperherz. Boje, Köln 2014, ISBN 978-3-414-82381-6.
- Das Leben ist (k)ein Ponyhof. Bastei Lübbe, Köln 2014, ISBN 978-3-404-16977-1.
- mit Maite Kelly und Joëlle Tourlonias (Illustrationen): Die kleine Hummel Bommel. Ars Edition, München 2015, ISBN 978-3-8458-0637-2.
- mit Maite Kelly und Joëlle Tourlonias (Illustrationen): Die kleine Hummel Bommel sucht das Glück. Ars Edition, München 2016, ISBN 978-3-8458-1286-1.
- mit Maite Kelly und Joëlle Tourlonias (Illustrationen): Die kleine Hummel Bommel feiert Weihnachten. Ars Edition, München 2016, ISBN 978-3-8458-1645-6.
- mit Maite Kelly und Joëlle Tourlonias (Illustrationen): Die kleine Hummel Bommel und die Liebe. Ars Edition, München 2017, ISBN 978-3-8458-1323-3.
- mit Maite Kelly und Joëlle Tourlonias (Illustrationen): Die kleine Hummel Bommel: Du kannst fliegen. Ars Edition, München 2022, ISBN 978-3-8458-4650-7.
- Herzriss. Boje, Köln 2015, ISBN 978-3-414-82420-2.
- Herzfischen. Bastei Lübbe, Köln 2015, ISBN 978-3-404-17261-0.
- Der Sommer mit Pippa. Rowohlt, Reinbek 2016, ISBN 978-3-499-27107-6.
- Ankommen in Bonn – Simas Geschichte. Lempertz, Königswinter 2016, ISBN 978-3-96058-972-3.[3]
- Fritzi Klitschmüller. Planet!/ Thienemann-Esslinger Verlag, Stuttgart 2017, ISBN 978-3-522-50540-6.
- Bella Baumädchen: Du kannst alles sein!, mit Sandra Hunke und Igor Lange (Illustrationen). Edel Kids Books, Hamburg 2022, ISBN 978-3-96129-228-8.